# Ягник, Алка
А́лка Я́гник (англ. Alka Yagnik, хинди अलका याज्ञनिक, род. 20 марта 1966, Калькутта) — одна из самых известных закадровых исполнительниц индийского кино (наряду с Латой Мангешкар и Ашей Бхосле). Её карьера в Болливуде охватывает более трёх десятилетий. Обладательница рекордного количества Filmfare Award за лучший женский закадровый вокал (наряду с Ашей Бхосле; обе получили премию по семь раз), двукратный лауреат Национальной кинопремии, а также нескольких других музыкальных наград. Записала фонограммы более чем к 1000 индийским кинофильмам и исполнила более 2000 песен на разных языках Индии.

## Биография
Алка Ягник родилась в музыкальной семье. Её мать Шобха Ягник была певицей — исполнительницей индийской классической музыки. Алка получила среднее образование в современной школе для девочек Modern High School for Girls. Также она получила профессиональное музыкальное образование.
В 1972 году в возрасте 6 лет начала петь бхаджаны для Akashvani (радиокомпания All India Radio) в Калькутте. В возрасте 10 лет её мать привезла дочь в Мумбаи на прослушивание. Алке посоветовали подождать, пока её голос сформируется, но её мать не оставила своих намерений. Во время следующего прослушивания Алка получила рекомендации к Раджу Капуру от его калькуттского дистрибьютора. Капур послушал девочку и отправил её с рекомендательным письмом к композитору Лаксмиканту Кудалкару. Тот предоставил Алке две альтернативы: немедленное начало в качестве дубляжа исполнителя или более позднее — в качестве певицы. Алка выбрала второе.
В 1980 году исполнила свою первую песню «Thirkat Ang» для фильма Payal Ki Jhankaar. После этого последовали фильм «Сирота» (1981) с песней «Mere Angane Mein» и фильм «Наша невестка Алка» (1982). Первый большой успех пришёл к певице в 1988 году с песней «Ek Do Teen» из фильма «Жгучая страсть» (1988), что принесло ей первую награду Filmfare Award за лучший женский закадровый вокал. Позже она сказала, что когда она записывала эту песню, у неё была высокая температура

## Карьера и творчество
Алка Ягник пела на многих языках, включая хинди, урду, телугу, тамили, гуджарати, авадхи, ория, ассамский, манипури, непальский, раджастхани, бенгали, бходжпури, панджаби, маратхи, малаялам и английский.
Алка Ягник была ведущей певицей тандема композиторов Надима Саифи и Шравана Ратхода (чаще упоминающихся как Надим и Шраван) на протяжении всей их карьеры. Певица также исполняла песни на музыку таких авторов, как тандемы композиторов Кальянджи и Ананджи, Лаксмикант и Пьярелал, Джатин и Лалит Пандиты, Ананд и Милинд, композиторов Р. Д. Бурман, Раджеш Рошан, Ану Малик, Баппи Лахири, А. Р. Рахман, Исмаил Дарбар, Химеш Рашаммия, Адеш Шривастава, и многих других.
Помимо соло, Алка Ягник исполняла и записала много дуэтов с певцом Удитом Нараяном, а также сотрудничала с такими певцами, как Кумар Сану, Сукхвиндер Сингх, Сону Нигам, Винод Ратод, Кавита Кришнамурти, Шрея Гхошал, Шаан, и др.
Вот только неполный перечень фильмов, в которых Алка Ягник исполняла песни:
Надим и Шраван
- «Мой любимый» («В мечтах о любви») (1991)
- «Шипы и розы» (1991)
- «Безумная любовь» (1992)
- «Навстречу любви» (1993)
- «Любовные потрясения» (1994)
- «Раджа» (1995)
- «Сезон дождей» (1995)
- «Любовь преступника» (1996)
- «Раджа Хиндустани» (1996)
- «Огонь-свидетель» (1996)
- «Обманутые надежды» (1997)
- «Только ты» (1999)
- «Биение сердца» (2000)
- «Ловушка для адвоката» (2001)
- «Тайна» (2002)
- «Любовь над облаками» (2003)
- «Мне нужна только любовь» (2003)
- «И прольется дождь…» (2005)

Лаксмикант и Пьярелал
- «Жгучая страсть» (1988)
- «Огненный путь» (1990)
- «Добрые друзья» (1991)
- «Злодей» (1993)
- «Бог свидетель» (1993)

Джатин и Лалит
- «Неудачное похищение» (1992)
- «Мир музыки» (1996)
- «Как боссу утёрли нос» (1997)
- «Непокорившийся судьбе» (1998)
- «Всё в жизни бывает» (1998)
- «Как же быть сердцу» (1999)
- «Злой умысел» (1999)
- «Трепетные сердца» (2000)
- «И в печали, и в радости» (2001)
- «Дорогами любви» (2003)
- «Ты и я» (2004)
- «В пламени страстей» (2005)

Раджеш Рошан
- «Каран и Арджун» (1995)
- «Лучший игрок» (1995)
- «Любовь без слов» (1997)
- «Скажи, что любишь» (2000)
- «Ты мне очень нравишься» (2002)
- «Ты не одинок» (2003)
- «Крриш» (2006)

Ану Малик
- «Игра со смертью» (1993)
- «Не пытайся меня переиграть» (1994)
- «Разные судьбы» (1995)
- «Страстная любовь» (1996)
- «Таманна» (1997)
- «Двойник» (1998)
- «Каждое любящее сердце» (2000)
- «Отвергнутые» (2000)
- «Азарт любви» (2000)
- «Ашока» (2001)
- «Вернуть сына» (2002)
- «Какая она, любовь» (2003)
- «Красавица Лакнау» (2006)

А. Р. Рахман
- «Ритмы любви» («Музыка сердца») (1999)
- «В поисках брата» (2000)
- «Зубейда» («Роковая любовь») (2001)
- «Лагаан: Однажды в Индии» (2001)
- «Легенда о Бхагате Сингхе» (2002)
- «Возвращение на Родину» (2004)
- «Гуру: Путь к успеху» (2007)
- «Миллионер из трущоб» (2008)
- «Наследники» (2008)
- «Образ жизни» (2010)

Исмаил Дарбар
- «Навеки твоя» (1999)
- «Магия твоей любви» (2000)
- «Вернуть сына» (2002)
- «Любимая» (2008)

## Награды

### Filmfare Award
| Год  | Песня                                     | Фильм                              | Композитор            | Автор слов   |
| ---- | ----------------------------------------- | ---------------------------------- | --------------------- | ------------ |
| 1989 | «Ek Do Teen»                              | «Жгучая страсть»                   | Лаксмикант и Пьярелал | Джавед Ахтар |
| 1992 | «Dekha Hai»                               | «Мой любимый» («В мечтах о любви») | Надим и Шраван        | Самир        |
| 1994 | «Choli Ke Peeche» (совместно с Илой Арун) | «Злодей»                           | Лаксмикант и Пьярелал | Ананд Бакши  |
| 1998 | «Zara Tasveer Se Tu»                      | «Обманутые надежды»                | Надим и Шраван        | Ананд Бакши  |
| 2000 | «Taal Se Taal»                            | «Ритмы любви» («Музыка сердца»)    | А. Р. Рахман          | Ананд Бакши  |
| 2001 | «Dil Ne Yeh Kaha»                         | «Биение сердца»                    | Надим и Шраван        | Самир        |
| 2002 | «O Re Chhori»                             | «Лагаан: Однажды в Индии»          | А. Р. Рахман          | Джавед Ахтар |
| 2005 | «Sason Ko»                                | «Ты и я»                           | Джатин и Лалит        | Прасун Джоши |

### Национальная кинопремия
| Год  | Песня                | Фильм                | Композитор     | Автор слов |
| ---- | -------------------- | -------------------- | -------------- | ---------- |
| 1994 | «Goonghat Ki Aad Se» | «Навстречу любви»    | Надим и Шраван | Самир      |
| 1999 | «Kuch Kuch Hota Hai» | «Всё в жизни бывает» | Джатин и Лалит | Самир      |

### Другие
International Indian Film Academy Awards
- 2000 — «Taal Se Taal Mila» из фильма «Ритмы любви»
- 2001 — «Kaho Naa… Pyaar Hai» из фильма «Скажи, что любишь»

Zee Cine Awards
- 1999 — «Kuch Kuch Hota Hai» из фильма «Всё в жизни бывает»
- 2001 — «Kaho Naa… Pyaar Hai» из фильма «Скажи, что любишь»
- 2007 — «Tumhi Dekho Naa» из фильма «Никогда не говори «Прощай»»

Star Screen Awards
- 1995 — «Dil Ne Dil Se» из фильма «Путь истины»
- 2000 — «Paanchi Nadiyaan» из фильма «Отвергнутые»
- 2005 — «Kyuon Ki Itna Pyaar Tumse» из фильма «Грустная история любви»

Sansui Awards
- 2003 — «Tere Naam» из фильма «Всё отдаю тебе»

MTV Awards
- 2001 — «Jaane Kyon» из фильма «Любящие сердца»

Popular Award
- 2001 — «Kaho Na Pyaar Hai» из фильма «Скажи, что любишь»

Artistic Excellence Female Playback Singer Award
- 2000 — «Taal Se Taal Mila» из фильма «Ритмы любви»

## Фильмография
- Спектакль[англ.] (2015) — «Agar Tum Saath ho»
- Zamaanat (2013) — «O Yaa», «Kya Mohabbat Hai», «Locha Lapacha»
- От судьбы не уйдёшь[англ.] (2010) — «Yeh Hare Kaanch Ki Choodiyan», «Milenge Milenge»
- Образ жизни[англ.] (2010) — «Gum Sum», «Hawa Sun Hawa», «Milo Wahan Wahan»
- Я люблю тебя, мамочка! (2010) — «Kabhi Alvida Naa Kehna»
- Миллионер из трущоб (2009) — «Ringa Ringa»
- Любимая[англ.] (2008) — «Yaar Tera Shukriya», «Babuji Bahut Dukhta Hai»
- Наследники (2008) — «Tu Muskura», «Mastam Mastam»
- Kismat Konnection (2008) — «Bakhuda Tumhi Ho»
- Love Story 2050 (2008) — «Meelon Ka Jaise Tha Faasla», «Mausam Achanak»
- Возлюбленная (2007) — «Chhabeela»
- Гуру: Путь к успеху (2007) — «Aye Hairate Aashiqi»
- Красавица Лакнау (2006) — «Salaam», «Ek Tute Huye Dil Ki», «Pehle Pehel», «Jhute Ilzaam», «Main Na Mil Saku», «Bekhka Diya Humein»
- Папа (2006) — «Gaa Re Mann»
- Shaadi Se Pehle (2006) — «Bijuriya, bijuriya», «Sache Ashiq»
- Dil Apna Punjabi (2006) — «Sohniye» Ft. Harbhajan Mann
- Танцовщица[англ.] (2006) — «Aap To Mere Hi Khwabon Mein» (дуэт с Удитом Нараяном)
- Никогда не говори «прощай» (2006) — «Kabhi Alvida Naa Kehna», «Tumhi Dekho Na»
- И прольётся дождь… (2005) — «Yeh Jo Dil Hai», «Saajan Saajan», «Barsaat Ke Din Aaye», «Maine Tumse Pyar Bahut Kiya», «Aaja Aaja Piya Ab To Aaja»
- Лаки. Не время для любви (2005) — «Chori Chori»
- Возвращение на Родину (2004) — «Saanwariya Saanwariya»
- Игра в любовь (2004) — «Aaja Ve Mahi»
- Ты и я (2004) — «Lakdi Kyun», «Gore Gore Se Chore», «Saason Ko Saason Mein», «Yaara Yaara», «Hum Tum»
- Выходи за меня замуж (2004) — «Laal Dupatta» (дуэт с Удитом Нараяном)
- Любовь над облаками[англ.] (2003) — «Kisise Tum Pyaar Karo», «Allah Kare Dil Na Lage», «Aayega Maza Ab Barsaat Ka»
- Наступит завтра или нет (2003) — «Kuch To Hua Hai»
- Всё отдаю тебе (2003) — «Oodhni» (дуэт с Удитом Нараяном)
- Дорогами любви[англ.] (2003) — «Tauba Tumhare»
- Герой (Из воспоминаний) (2003) — «Dil Mein Hai Pyaar»
- Самозванка (2003) — «Aate Aate», «Mehndi»
- Дорогами любви[англ.] (2003) — «Tauba»
- Сердечная привязанность (2003) — «Dil Churale O Chand», «Saajan Saajan Saajan», «Haaye Dil Mera Dil», «Dilka Rishta Bada Pyara» (дуэт с Удитом Нараяном)
- Свадьба моей любимой (2002) — «Ek Ladki»
- Душевная близость (2002) — «Chori Chori»
- Вернуть сына[англ.] (2002) — «Ishq Kameena», «Dil Ne Pukara Hai»
- Мечта афериста[англ.] (2002) — «Sanam Mere Humraaz»
- Тайна[англ.] (2002) — «Aapke Pyaar Mein», «Kya Tumhe Yaad Hai», «Kitna Pyaara hai ye chehra» (дуэт с Удитом Нараяном)
- Мне нужна только любовь (2002) — «Dil Laga Liya Maine», «Dil Hai Tumhara», «Kasam Khake Kaho», «Mohabbat Dil Ka Sukoon Hai», «Chaahe Zuban» (дуэт с Удитом Нараяном)
- Будешь со мною дружить! (2002) — «Jaane Dil Se»
- Возвращение в прошлое (2002) — «Bindiya Chamke»
- Yeh Dil Aashiqana (2002) — «Yeh Dil Aashiqana»
- Да… и я люблю тебя (2002) — «Hum Pyaar Hai Tumhare»
- Легенда о Бхагате Сингхе (2002) — «Mahive Mahive», «Jogiya Jogiya» (дуэт с Удитом Нараяном)
- Ловушка для адвоката[англ.] (2001) — «Kitni Bechain Hoke» (дуэт с Удитом Нараяном)
- Любящие сердца[англ.] (2001) — «Jaane Kyon» (дуэт с Удитом Нараяном)
- Лагаан: Однажды в Индии (2001) — «O Re Chhori»
- Ашока[англ.] (2001) — «San Sanana»
- Беглянка[англ.] (2001) — «Badi Mushkil»
- Коварный незнакомец (2001) — «Kaun Main», «Haan Tum»
- Опекун (2001) — «Haye Dil Ki Bazi Laga», «Sona Nahin Na Sahi»
- Aaghaaz (2000) — «Mann Tera Mera Mann»
- Отвергнутые[англ.] (2000) — «Mere Humsafar», «Panchi Nadiya», «Aisa Lagta Hai», «Taal Pe Jab»
- С любимой под венец (2000) — «Dulhan Hum Le Jayenge», «Mujshe Shaadi Karogii», «Tera Pallu» (дуэт с Удитом Нараяном)
- Биение сердца[англ.] (2000) — «Hai Mera Dil», «Dil Ne Yeh Kaha Dil Se» (дуэт с Удитом Нараяном)
- Зубейда (Роковая любовь) (2000) — «Mehndi Hai Rachnewali», «Hai Na»
- Миссия «Кашмир»[англ.] (2000) — «Chupke Se Sun», «Socho Ke Jheelon Ka» (дуэт с Удитом Нараяном)
- Любовь в награду[англ.] (2000) — «Hamara Dil Aapke Paas Hai», «Shukriya»
- В поисках брата (2000) — «Aaja Mahiya», «Tu Fiza Hai»
- Братья-соперники (2000) — «Chori Chori Sapnon Mein», «Meri Neend Jaane Lagi Hai»
- Магия твоей любви[англ.] (2000) — «Aai Chand Teri Chandni», «Mujhe Pyar Karo»
- Скажи, что любишь[англ.] (2000) — «Kaho Naa Pyaar Hai» (дуэт с Удитом Нараяном)
- Dillagi (1999) — «Dillagi»
- Daag (1999) — «Pyaar Hume Pyaar»
- Патриот[англ.] (1999) — «Jo Haal Dil Ka», «Is Deewane Ladke Ko»
- Навеки твоя (1999) — «Chand Chupa» (дуэт с Удитом Нараяном)
- Ритмы любви (Музыка сердца)[англ.] (1999) — «Taal Se» (дуэт с Удитом Нараяном)
- Только ты (1999) — «Paehli Pehli Bar», «Dilbar Dilbar»
- Arjun Pandit (1999) — «Kudiyan Sheher Diyan»
- Жена номер один (1999) — «Mehboob Mere»
- Боль души[англ.] (1998) — «Gali Mein Aaj Chand»
- Доброе имя[англ.] (1998) — «Soldier Soldier», «Mehfil Mein Baar Baar»
- Месть и закон 2: Китайские ворота[англ.] (1998) — «Chamma Chamma»
- Двойник (1998) — «Mere Mehboob Mera Sanam», «Tum Nahin Jaana» (дуэт с Удитом Нараяном)
- Всё в жизни бывает (1998) — «Kuch Kuch Hota Hai», «Ladki Badi Anjani Hai», «Koi Mil Gaya», «Yeh Ladki Hai Diwani», «Saajan Ji Ghar Aaye», «Tujhe Yaad Na Mere Aaye» (дуэт с Удитом Нараяном)
- Напарники[англ.] (1998) — «Makna», «Deta Jai Jodee», «Kisi Disco Mein Jaayein»
- Непокорившийся судьбе[англ.] (1998) — «Aati Kya Khandala»
- Таманна[англ.] (1997) — «Yeh Kya Hua», «Shabke Jage Huye», «Aaj Kal Meri»
- Тайна (Скрытая истина)[англ.] (1997) — «Mushkil Bada Yeh Pyaar Hain», «Mere Khwaabon Mein Tu»
- Страсть (1997) — «Neend Churayi Meri»
- Любовь без слов (1997) — «Dekha Tujhe To», «Tanhai Tanhai»
- Граница[англ.] (1997) — «Hamen Jabse Mohabbat»
- Jeevan Yudh (1997) — «Zindagi Ko Guzarne Ke liye» (дуэт с Pankaj Udhas)
- Расставание[англ.] (1997) — «Ooee Baba», «Mujhe Pyaar Hua»
- Обманутые надежды (1997) — «Zara Tasveer Se Tu»
- Любовь без слов (1997) — «Bhang Ke Nashe Mein» (соло), «Tanhai Tanhai» (дуэт с Удитом Нараяном), «Dekha Tujhe To» (дуэт с Кумаром Сану)
- Страстная любовь (1996) — «Chaahat Na Hoti», «Nahi Lagta», «Bole Mora Kangna»
- Мир музыки (1996) — «Bahon Ke Darmiyan»
- Любовь преступника (1996) — «Yaara O Yaara Milna», «Saason Ka Chalna», «Tu Dharti Pe Jitna Bhi»
- Раджа Хиндустани (1996) — «Pardesi Pardesi» (дуэт с Удитом Нараяном)
- Rajkumar (1996) — «Payal Meri»
- Огонь-свидетель[англ.] (1996) — «Mere Kaleje Se» (дуэт с Сону Нигамом)
- Принц Раджа[англ.] (1995) — «Aakhiyan Milau Kabhi Aakhiyan Churao», «Nazre Mile Dil Dhadk» (дуэт с Удитом Нараяном)
- Каран и Арджун (1995) — «Jaati Hoon Main», «Yeh Bandhan To Pyar ka Bandhan Hai» (дуэт с Удитом Нараяном)
- Три брата (1995) — «Sadiyan Saal», «Mujhe Pyar Karo»
- Разные судьбы[англ.] (1995) — «Raja Ko Rani Se Pyar Ho Gaya» (дуэт с Удитом Нараяном)
- Незаконнорожденный[англ.] (1995) — «Kya Tum Mujshe Pyar Karte Ho», «Tujhe Pyaar Karte Karte»
- Носильщик № 1[англ.] (1995) — «Mein To Raste»
- Не пытайся меня переиграть[англ.] (1994) — «Churake Dil Mera»
- Парень в тёмных очках[англ.] (1994) — «Raah Mein»
- Criminal (1994) — «Tu Mile Dil Khile»
- Шакал[англ.] (1994) — «Tip Tip Barsa Paani» (дуэт с Удитом Нараяном)
- Любовные потрясения[англ.] (1994) — «Mauka Milega To Hum Pyar», «Jeeta Tha Jiske Liye», «Jeeta Hoon Jiske Liye», «Saaton Janam Mein Tere» (дуэт с Удитом Нараяном)
- Каприз (1994) — «Barson Ke Baad», «Sun Meri Bano», «Tu Samne Jab Aata Hai» (дуэт с Удитом Нараяном)
- Игра со смертью (1993) — «Baazigar O Baazigar»
- Dil Tera Deewana (1993) — «Kam Se Kam»
- Жизнь под страхом (1993) — «Ang Se Ang Lagana»
- Злодей[англ.] (1993) — «Paalki Pe Hoke Sawaar», «Choli Ke Peeche»
- Я снова вспоминаю о тебе (1993) — «Sairana Si Hai», «Dil Deta Hai Ro Ro»
- Навстречу любви[англ.] (1993) — «Goonghat Ki Aad Se», «Kash Koi Ladka», «Yuhi Kat Jayega Safar», «Bombay Se Poonha»
- Khiladi (1992) — «Waada Raha Sanam»
- Bekhudi (1992) — «Jab Na Maana Dil Deewana»
- В мечтах о любви (1992) — «Kehta Hai Mausam», «Kabhi Bhula Kabhi Yaad Kiya», «Aara Hai Mazza»
- Бог свидетель[англ.] (1992) — «Tu Na Ja Mere Badshah», «Mere Watan Mein Maine», «Deewana Mujhe Kar Gaya»
- Безумная любовь (1992) — «Payaliya»
- Мой любимый (1991) — «Dekha Hai Pehli Baar»
- Шипы и розы[англ.] (1991) — «Tumse Milne ko Dil Karta Hai», «Dheere Dhere Pyar Ko Badhna»
- Сказка о любви[англ.] (1991) — «Yaad Teri Aati Hai»
- Трое разгневанных мужчин (1989) — «Gali Gali Mein»
- Bhrashtachar (1989) — «Mere Seene Se Lagja»
- Приговорённый (1989) — «Raat Ke Bara Baje»
- Раздел[англ.] (1989) — «Tu Maro Kaun Lage»
- Приговор (1988) — «Akela Hain To Kya Ghum Hai», «Kahe Sataaye Kah», «Ey Mere Humsafar» (дуэт с Удитом Нараяном)
- Жгучая страсть[англ.] (1988) — «Ek Do Teen»
- Клятва любви (1988) — «Pyar Kabhi Kam Nahin Karna»
- Мир криминала (1985) — «Yudh Kar», «Doston Tum Sab Ko»
- Love Marriage (1984) — «Beeswin Sadi Ke»
- Носильщик (1983) — «Mujhe Peene Ka Shock Nahin»
- Nastik (1982) — «Sagre Jagat Ka Ek Rakhwala»
- Лентяй[англ.] (1982) — «Tum Se Badhkar Duniya Mein»
- Jeevan Dhaara (1982) — «Jaldise Aana»
- Наша невестка Алка (1982)
- Сирота (1981) — «Mere Angane Mein Tumhara»
- Payal Ki Jhankaar (1979) — «Thirkat Ang»